# Spilamberto
Spilamberto (Spilambêrt in dialetto modenese, Spilanbêrt in dialetto bolognese occidentale) è un comune italiano di 12 994 abitanti in provincia di Modena in Emilia-Romagna, situato a sud del capoluogo. Fa parte dell'Unione Terre di Castelli.

## Geografia fisica

### Territorio
Spilamberto sorge nella Pianura Padana sul lato ovest del fiume Panaro al limite con le ultime propaggini collinari dell'Appennino tosco-emiliano, i comuni confinanti più vicini sono Vignola, San Cesario sul Panaro, Modena, Castelnuovo Rangone e Castelvetro di Modena; con questi ultimi due condivide una frazione, Settecani. Altra frazione è San Vito.

### Clima
Secondo la Classificazione dei climi di Köppen Spilamberto è nella zona del clima temperato umido in tutte le stagioni, con estate molto calda.

## Storia
Alcune testimonianze fanno risalire a 100.000 anni fa la presenza nel territorio di Spilamberto di cacciatori nomadi raccoglitori.
Alle soglie della romanizzazione il territorio di Spilamberto era abitato da popolazioni di etnia Celto-Ligure, che con la conquista romana della Gallia Cisalpina si sottomisero al dominio romano, acquisendone gradualmente gli usi e costumi e dando vita al dialetto locale di tipo gallo-romanzo. Con il collasso dell'Impero romano e l'immigrazione dei longobardi nel 568 d.C., l'area compresa tra il Panaro e il Samoggia diventa l'avamposto più orientale dell'insediamento longobardo. L'area ad occidente di tale confine venne denominata Lombardia, nome storico con cui fu indicato il territorio compreso tra il piacentino e il modenese fino all'unità d'Italia, con la creazione della regione Emilia-Romagna per fini statistici.
Nel 776 d.C. alcuni monaci costruirono un ospizio al servizio dei pellegrini provenienti da Roma, di proprietà dell'Abbazia di Nonantola..
L'origine del paese risalirebbe al 1210, epoca in cui i bolognesi finirono di costruire il castello di Piumazzo, in difesa dei loro territori e in risposta i modenesi ne eressero uno sulla sponda opposta del Panaro in un luogo incolto chiamato Castiglione o Verdeta.
Tuttavia il nome di Spilamberto era comparso per la prima volta in un diploma di Corrado II il Salico nel 1026. Nel documento vengono indicati possedimenti in favore della Chiesa di Modena, tra di essi si indica omnem decimam de Fanano et Spinalamberti. La stessa indicazione del luogo compare in altri documenti precedenti il 1210. In uno del 1162 si cita la presenza di un ospitale "in loco Castilione prope ospitale Spinalamberti de supra". L'ospitale citato è quello della chiesa di San Bartolomeo del Panaro di giurisdizione della plebs di Castelvetro che nel 1210 era già in piena decadenza. Di detto oratorio dipendente da Castelvetro non è mai stata trovata una documentazione che attesti che sia stata una chiesa parrocchiale. È comunque documentato che si celebravano le esequie. Nei documenti pontifici viene definita con il nome assoluto di "Ecclesia de Spinalamberti".
Nell'anno 1210 il comune di Modena costruì le mura castellane di Spinalamberti, l'attuale Spilamberto. Nello stesso anno, contemporaneamente alla costruzione del castrum il vescovo di Modena Martino eresse dalle fondamenta la chiesa (oratorio) di San Giovanni sopra l'area dove si trova tuttora: la chiesa primitiva era più piccola, la facciata era nell'attuale Via San Carlo antica Via San Giovanni. Sorse però una controversia fra il vescovo di Modena e l'abate di Nonantola che fu risolta nel 1214 dividendo il paese in due parti: una soggetta al vescovo e una all'abate (Spilamberto di sotto e Spilamberto di sopra) che poté quindi edificarvi una sua chiesa, la chiesa di Sant'Adriano III Papa che dal 1314, con la nomina dei rettori, divenne la prima chiesa parrocchiale del castello dentro le mura. A partire dalla metà del XIV secolo, Spilamberto passò sotto gli Estensi, che lo concessero in feudo ai Rangoni. Questi vi governarono fino alla fine del Settecento.
Nel 1628 avvenne la traslazione del plebanato da San Vito a San Giovanni. Dal 1969 le parrocchie sono state unite pastoralmente e il parroco risiede nella canonica di San Giovanni.
Si ricorda la nobile famiglia modenese dei Rangoni che ebbe a lungo, nel Medioevo la signoria di Spilamberto. Fra gli esponenti Caterina Rangoni, che tenne la reggenza della signoria di Forlì nel XV secolo, dopo la morte del marito Antonio Ordelaffi, con l'aiuto del fratello, Ugo Rangoni. I Rangoni erano Marchesi di Montaldo, Roccabianca, Jottangolo e Stagno nel Ducato di Parma, Baroni di Pernes nel Contado Venassino, Conti di San Cassano e Cordignano nel Friuli, Signori di Spilamberto, Torre Maina, Gorzano, Castelnuovo, Campiglio, Villabianca, Levizzano, Denzano e Rosola nel Ducato di Modena.
Nell'885 lungo la Via Imperiale, mentre era in viaggio verso Worms per andare dall'imperatore Carlo il Grosso nei pressi del bosco di Wilzacara (attuale San Cesario sul Panaro) morì il Papa Adriano III e sepolto nell'Abbazia di Nonantola. Il martirologio romano indica esattamente la località di Spina Lamberti come attestano i documenti nonantolani.

### XIX secolo
Il comune di Spilamberto, al tempo del Ducato di Modena, aveva come frazioni:
Castelnuovo Rangone (Montale era una frazione di Formigine), San Vito e l'Altolà, ora territorio del comune di San Cesario ma, da sempre, parrocchia di San Giovanni. Nella Residenza municipale esiste ancora una carta geografica che ne mostra i confini. 

### XX secolo
Spilamberto fu teatro della lotta partigiana durante la seconda guerra mondiale e la sua popolazione e il territorio patirono dolorosi sacrifici che valsero nel dopoguerra al comune la Croce di guerra al valor militare.

### Simboli
Lo stemma è stato concesso con regio decreto del 5 ottobre 1862.
La corona descritta nel decreto è quella attribuita a un piccolo comune con popolazione inferiore ai 3.000 abitanti, secondo la regolamentazione in vigore subito dopo l'Unità d'Italia. Lo spino ha assonanza con il nome del paese.
Il gonfalone, concesso con RD del 23 luglio 1937, è un drappo partito di bianco e di verde.

### Onorificenze
Spilamberto è tra le città decorate al valor militare per la guerra di liberazione, insignito della croce di guerra al valor militare per i sacrifici delle sue popolazioni e per l'attività nella lotta partigiana durante la seconda guerra mondiale:

## Monumenti e luoghi d'interesse

### Edifici religiosi
- Chiesa di San Giovanni Battista
- Chiesa di Sant'Adriano III Papa, nella quale sono conservate diverse opere d'arte tra le quali una statua della Madonna col Bambino, detta Madonna della Rondine attribuita a Michele da Firenze e diverse pale d'altare dello Scarsellino, di Francesco Madonnina, quattro tele di Francesco Stringa acquistate nel 1759 dal priore Giuseppe Gregori per la locale chiesa della confraternita di Santa Maria degli Angeli[12], ed una con la Madonna con Bambino, san Geminiano e sant'Antonio abate di Giacomo Zoboli.
- Chiesa delle Monache o Chiesa di San Francesco
- Chiesa sconsacrata di Santa Maria degli Angeli

### Edifici civili
- Rocca Rangoni
- Torrione medievale
- Villa Fabriani
- Ex sede della Cassa di Risparmio

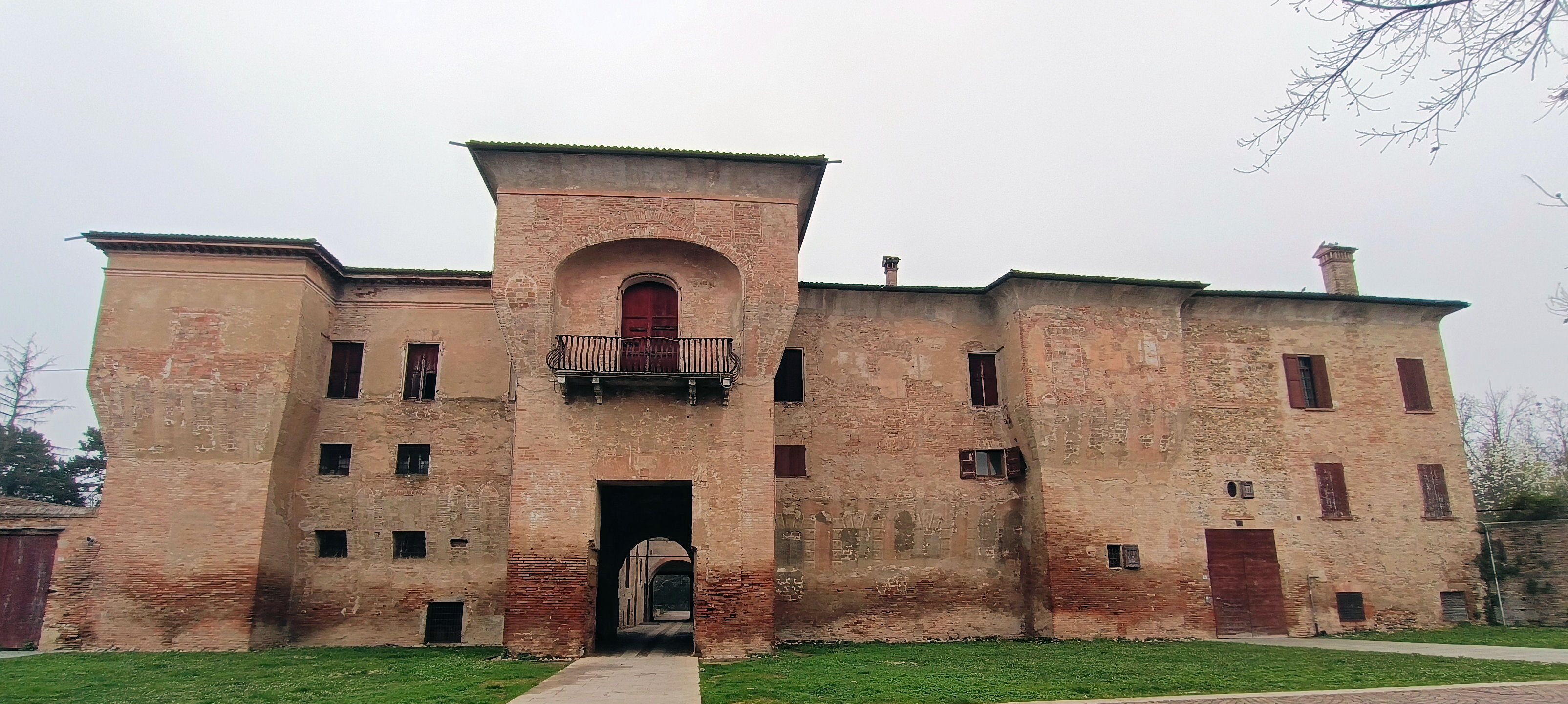
Rocca Rangoni

- Palazzaccio o Palazzo antico Rangoni[13]
- Antica casa del Comune
- Villa Rangoni

## Società

### Evoluzione demografica
Abitanti censiti

### Tradizioni e folclore
Spilamberto dal punto di vista enogastronomico è famosa per il nocino, per gli amaretti di Spilamberto e soprattutto per l'aceto balsamico tradizionale, di cui vanta la sede dell'omonima Consorteria.
Ogni anno, nel periodo della fiera di San Giovanni (la settimana che comprende il 24 giugno, festa del patrono), la Consorteria organizza il Palio di San Giovanni o Palio dell'Aceto Balsamico Tradizionale di Modena una particolare e unica competizione dove a sfidarsi sono gli aceti di sola produzione familiare. Fino all'ultimo, nessuno conosce la classifica finale e tanta è l'emozione che si respira in piazza. Il vincitore del Palio di San Giovanni, oltre a potersi vantare di avere un aceto eccellente, avrà il grande privilegio della marchiatura a fuoco del bariletto da cui è stato prelevato l’aceto.
Anche il nocino può vantare una sua associazione, l'"Ordine del Nocino Modenese" che ha lo scopo di organizzare, promuovere e sostenere iniziative e manifestazioni atte a tutelare, valorizzare e diffondere l'antica tradizione del nocino. Tutti gli anni, nei mesi di gennaio e febbraio, l'Ordine organizza un Palio aperto a tutti coloro che producono per passione il nocino e che vede premiato il migliore dei concorrenti il giorno di S. Valentino (14 febbraio).
Fiera di S. Giovanni Battista 24 giugno, festa del santo patrono principale Con radici nel XVI secolo, è l'evento economico-culturale più importante dell'anno, visitato da migliaia di persone interessate all'esposizione di prodotti tipici dell'agricoltura e dell'enogastronomia (amaretti, nocino, lambrusco, Parmigiano Reggiano, salumi.) all'artigianato, all'industria locale, agli spettacoli, alle manifestazioni sportive-culturali (si ricordi almeno il Giardino delle Sculture in Ferro di Ildo Malmusi) e al caratteristico Mercatino di Via Obici. Nota anche come fiera dell'Aceto Balsamico Tradizionale di Modena (vedi sopra).
Settore importantissimo è quello avicunicolo e del colombo la cui mostra mercato è tra le più qualificate in Italia.

## Cultura

### Musei
Nel 2002 è stato aperto il Museo dell'aceto balsamico tradizionale.
L'antiquarium di Spilamberto si trova al piano terra del torrione medievale.
La Collezione Roberto Preti è dedicata ai burattini.

### Biblioteche
- Biblioteca comunale Peppino Impastato

## Infrastrutture e trasporti
Per Spilamberto passa l'ex strada statale 623 del Passo Brasa, che la collega a Modena e a Vignola. Inoltre in paese era presente una stazione, posta sulla ferrovia Modena-Vignola, da cui partiva anche una diramazione per Bazzano.

## Amministrazione
| Periodo        | Periodo        | Primo cittadino     | Partito                                         | Carica  | Note   |
| -------------- | -------------- | ------------------- | ----------------------------------------------- | ------- | ------ |
| 12 maggio 1985 | 22 aprile 1995 | Maurizio Zanasi     | PCI, PDS                                        | Sindaco | [ 17 ] |
| 23 aprile 1995 | 11 giugno 2004 | Luca Gozzoli        | PDS, DS                                         | Sindaco | [ 17 ] |
| 12 giugno 2004 | 25 maggio 2014 | Francesco Lamandini | centro-sinistra                                 | Sindaco | [ 17 ] |
| 26 maggio 2014 | 9 giugno 2024  | Umberto Costantini  | centro-sinistra                                 | Sindaco | [ 18 ] |
| 10 giugno 2024 | in carica      | Massimo Glielmi     | lista civica Spilamberto con il centro-sinistra | Sindaco | [ 17 ] |

## Attività produttive
- SIPE - Società Italiana Prodotti Esplodenti S.p.A. era una azienda italiana che operava nel settore della fabbricazione di esplosivi, fondata il 31 dicembre 1891 a Milano da Ferdinando Quartieri e da Bocconi e Bonzani S.p.A. Nei primi anni del Novecento acquista il Polverificio Pallotti e Osti di Spilamberto, tramite la joint venture SIPE Nobel S.p.A. (poi S.r.l.), in collaborazione con Dinamite Nobel S.A., dove prende luogo la fabbricazione di nitroglicerina e balistite. La collaborazione porterà all'apertura di altri impianti a Gallicano e Orbetello.
- Ex Deposito Militare di fronte al sito SIPE, deposito pompaggio carburante, impianto allarme e telecomunicazioni, munizioni e materiale esplodente. Supporto 8º Reggimento Artiglieria Contraerea Pesante Campale di Modena Caserma Pisacane e Accademia Militare di Modena.
- In località Cadorno a Spilamberto sono state effettuate ricerche da ENI - SNAM negli anni 1950/1960 per idrocarburi, trovando un giacimento di petrolio vicino alle sponde del fiume Panaro. I giacimenti sono stati poi venduti alla società Gas Plus del gruppo Padania Energia.